# Duripelta minuta
Duripelta minuta är en spindelart som beskrevs av Forster 1956. Duripelta minuta ingår i släktet Duripelta och familjen Orsolobidae. Inga underarter finns listade i Catalogue of Life.